# Эрми
Эрми (фр. Hermies) — коммуна во Франции, регион О-де-Франс, департамент Па-де-Кале, округ Аррас, кантон Бапом. Расположена в 16 км к юго-востоку от Арраса, в месте пересечения автодорог D5 и D19 и в 1 км от канала Нор.
Население (2018) — 1 204 человека.

## Экономика
Уровень безработицы (2017) — 16,0 % (Франция в целом — 13,4 %, департамент Па-де-Кале — 17,2 %). 

Среднегодовой доход на 1 человека, евро (2017) — 18 630 (Франция в целом — 21 110, департамент Па-де-Кале — 18 610).

## Демография
Динамика численности населения, чел.

## Администрация
Пост мэра Эрми с 2020 года занимает Франсуаза Летюрк (Françoise Leturcq). На муниципальных выборах 2020 года возглавляемый ею список одержал победу, получив 57,05 % голосов. 
| Период | Период | Фамилия                 | Партия        | Примечания                            |
| ------ | ------ | ----------------------- | ------------- | ------------------------------------- |
| 2001   | 2008   | Жан-Клод Оке            | Разные правые | член Генерального совета департамента |
| 2008   | 2014   | Мари-Франсуаза Навроцки | Разные левые  |                                       |
| 2014   | 2020   | Жак Капель              |               |                                       |
| 2020   |        | Франсуаза Летюрк        |               |                                       |